# Región de Skopie
La Región de Skopie es una de las ocho regiones estadísticas de Macedonia del Norte. Esta región estadística comparte, internamente, límites con la Región de Vardar, Región de Polog, Región del Este, Región del Sudoeste y la Región del Noreste. Posee límites internacionales con Serbia.

## Municipios
Se divide en los siguientes municipios:
- Municipio de Aračinovo
- Municipio de Čučer-Sandevo
- Municipio de Ilinden
- Municipio de Petrovec
- Municipio de Sopište
- Municipio de Studeničani
- Municipio de Zelenikovo